# 自己献身・国民民主党
自己献身・国民民主党 (じこけんしん・こくみんみんしゅとう、英語: Self-Sacrifice National Democratic Party、ウズベク語: Fidokorlar Milliy Demokratik Partiyasi) はウズベキスタンにかつて存在した政党である。2004年-2005年の下院選挙では120議席中18議席を獲得した。2008年、自己献身・国民民主党は共通の目標を持つウズベキスタン国民復興民主党 (ウズベク語: O'zbekistan Milliy Tiklanish Demokratik Partiyasi) との合併を発表した。合併後の政党名はウズベキスタン国民復興民主党の名前を維持、自己献身・国民民主党は消滅した。